# عروس

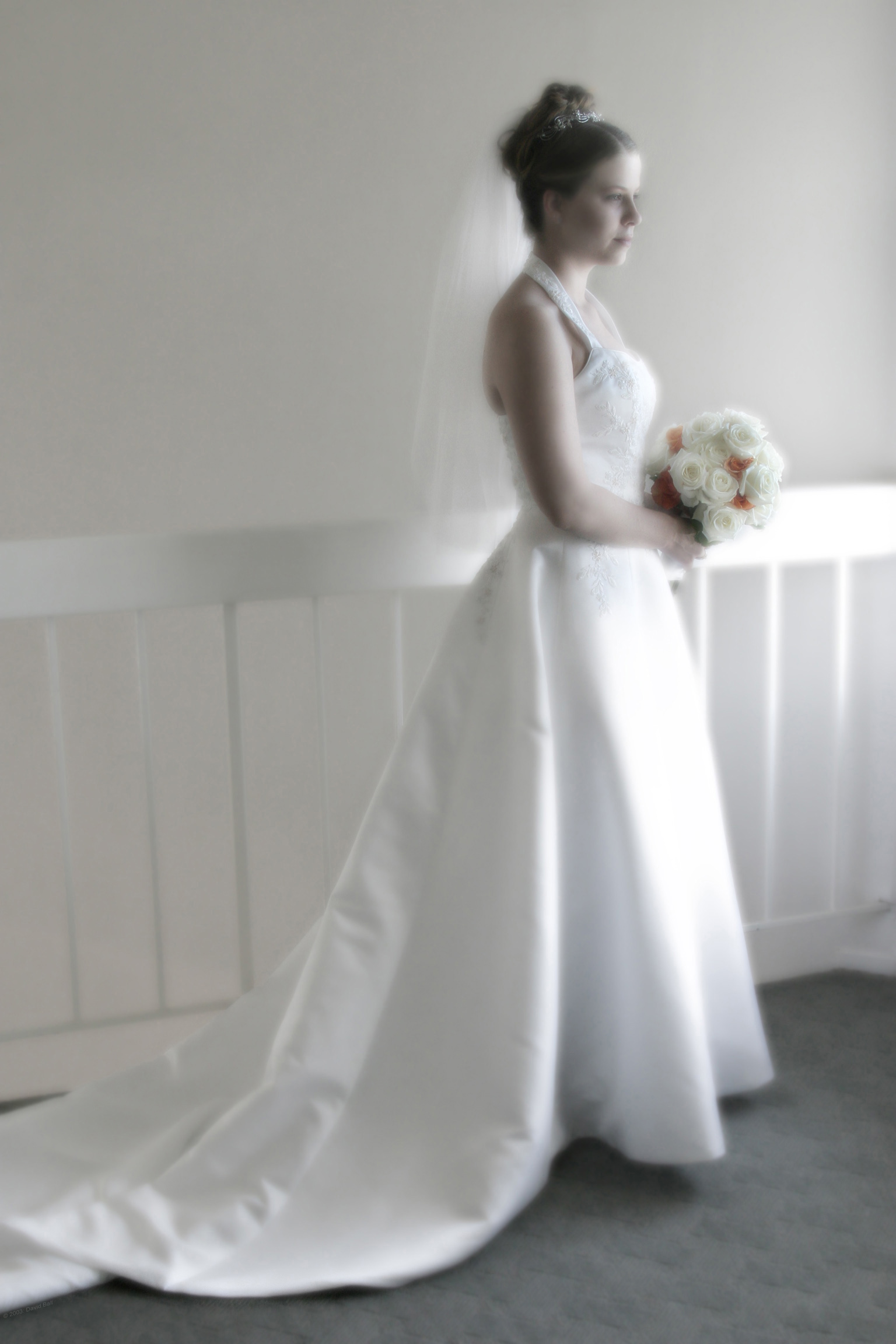
یک عروس در لباس سفید

عروس یا پیو به زن در شب ازدواج گفته می‌شود. نوع و کیفیت مراسم ازدواج و پوشش عروس و داماد (همسر عروس) به فرهنگ و آداب جامعه بستگی دارد. امروزه لباس توری و سپیدرنگ در بسیاری از کشورها مرسوم است.
عروس از ریشۀ واژه‌ای عربی (از ریشۀ یونانی و واژۀ اَروس، خدای شهوت جنسی یونان هست که عربی شده است) است که همچنین به‌عنوان نوعی نسبت خویشاوندی سببی هم به‌کار می‌رود؛ به این معنا که همسر پسر شخص، عروس شخص است. "پیو" معادل فارسی این واژه است. به عروسی نیز "پیوگانی" می‌گویند. این واژه در زبان تالشی و دیگر زبان‌های مرتبط با فارسی همچنان محفوظ است. در لری به عروس "بئوک" گفته می‌شود و مراسم عروسی در بین قوم لر با آداب و رسومات خاص خود برگزار می‌شود.
کلمۀ اروس (با الف) در زبان اوستایی که نیای زبان ایران است، سه ریشه دارد: سپید، زیبا، و راست، و طبق نظریۀ برخی زبان‌شناسان، در عربی از این کلمه وام گرفته شده است، زیرا ریشۀ این کلمه، حالت دیگری در زبان عربی ندارد. عروس برای میهمان‌های خود باید جشن بگیرد.

## ریشه‌شناسی
عروس وام‌واژه‌ای از عربی اروس (با الف) در زبان اوستایی که نیای زبان ایران است و سه ریشه دارد: سپید، زیبا، و راست، و طبق نظریۀ برخی زبان‌شناسان، در عربی از این کلمه وام گرفته شده است، زیرا ریشۀ این کلمه، حالت دیگری در زبان عربی ندارد و برابر فارسی آن وِیو، وَیوگ یا بَیوگ است و به جشن ازدواج هم جشن بیوگانی گفته می‌شود.در میان زبان‌های ایرانی، زبان‌های زازاکی (ویو، ویوه)، تاتی (ویه) و تالشی (ویو) این واژه را حفظ کرده‌اند. ایران‌دخت مهرپرور در نوشته‌ای در روزنامهٔ اَمرداد می‌نویسد: واژگانی مانند عزیز و عروس پارسی بوده‌اند. پیشوندهای «اَ» و «اَن» در ایران باستان برای منفی کردن به‌کار می‌رفته؛ برای نمونه، واژهٔ «ژیژ» به چشم ناخشنود بوده که عکس آن، «اژیژ» بوده و برای فهم اعراب تبدیل شده به ازیز و سپس عزیز. برای واژهٔ عروس نیز چنین تعبیری وجود دارد.

## نگارخانه

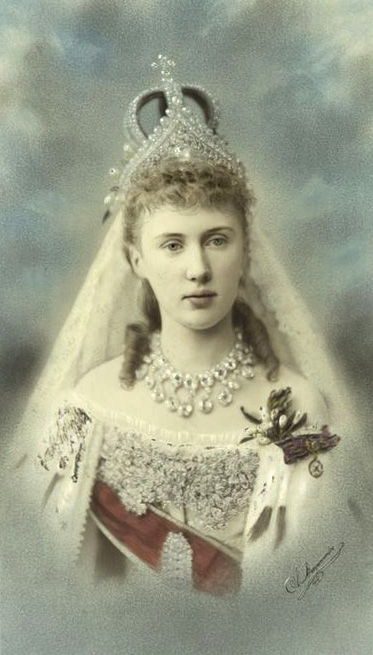
شاهزاده الیزابت ساکسن آلتنبورگ در لباس عروسی، آوریل ۱۸۸۴
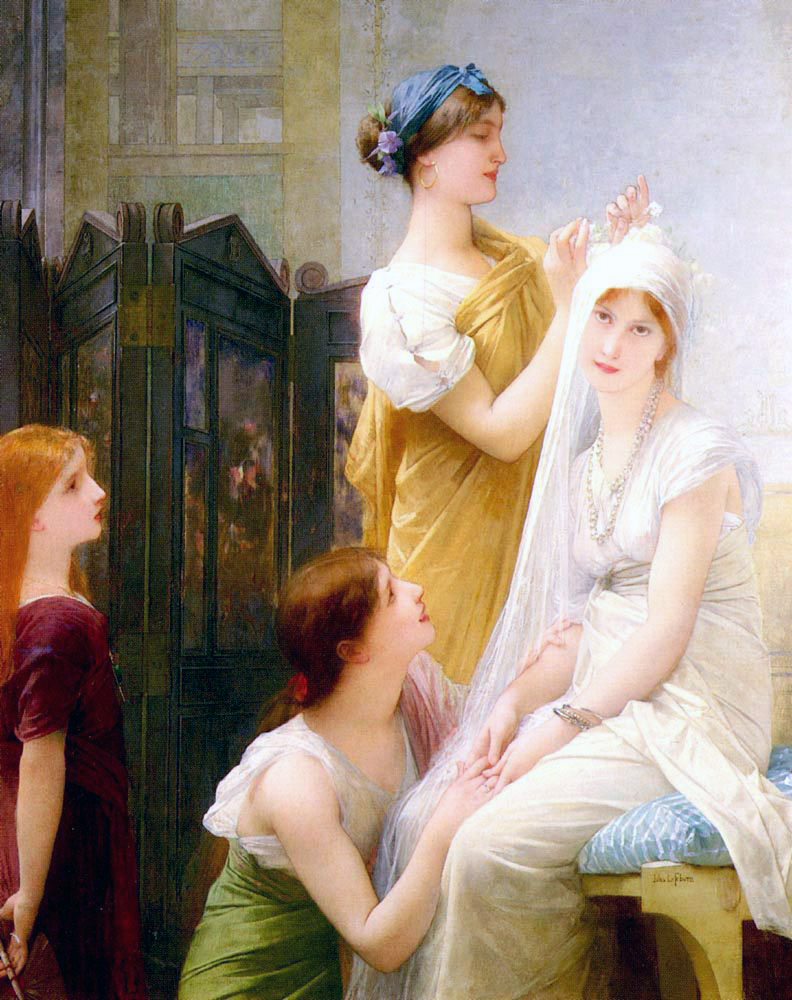
تابلوی نامزدی اثر ژول ژوزف لفوره
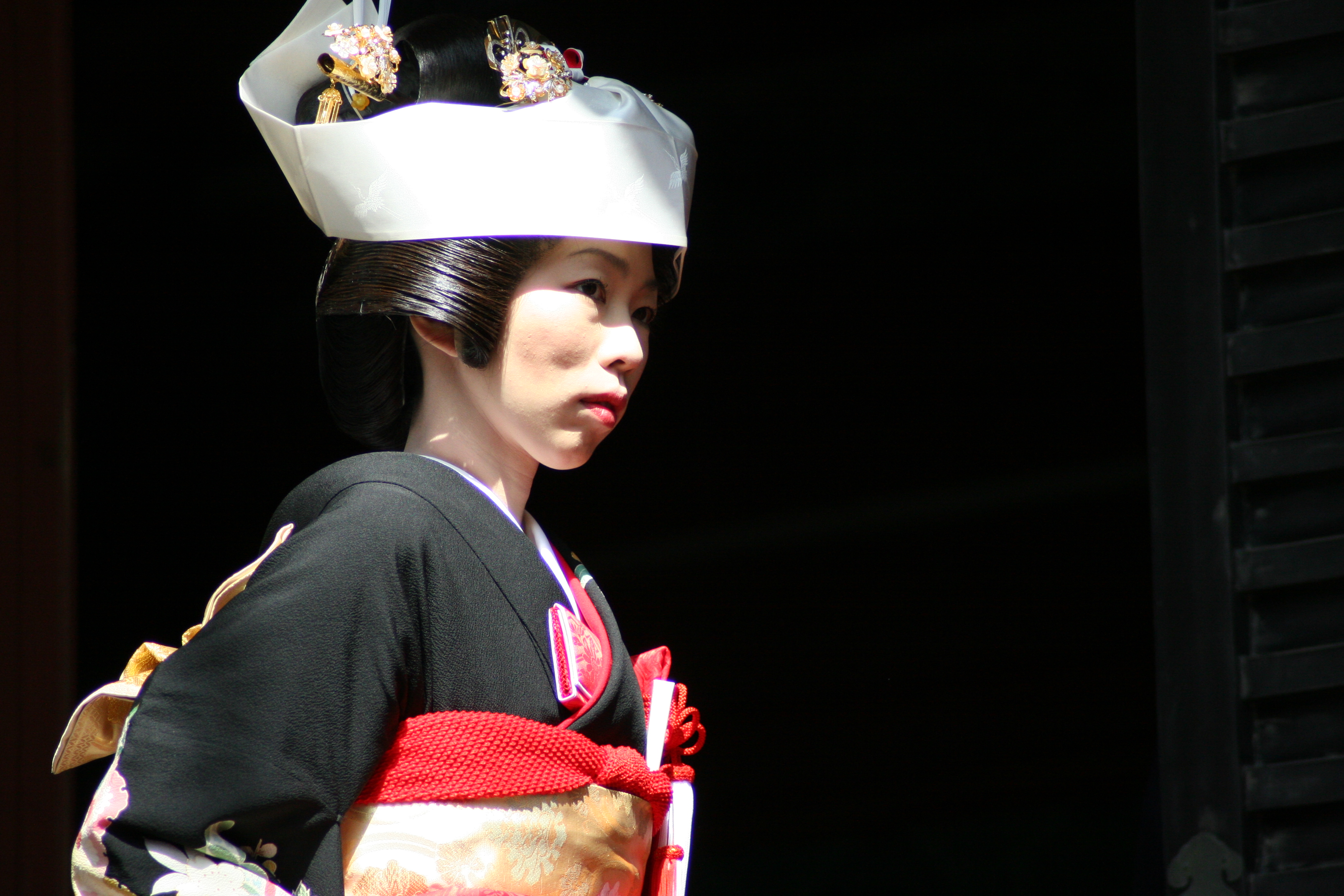
یک عروس ژاپنی در یک معبد شینتو
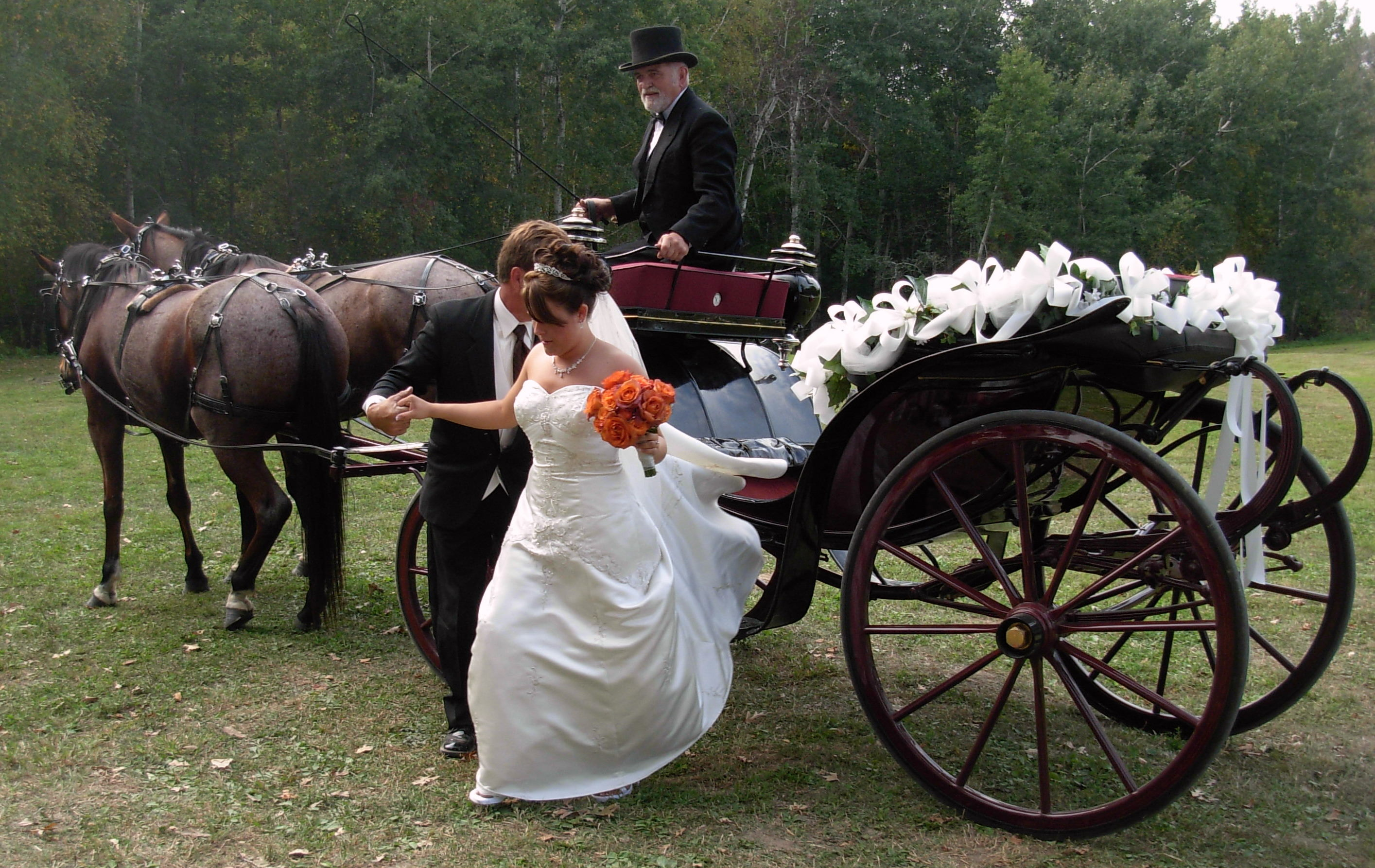
مراسم عروسی در  مینه‌سوتا، آمریکا
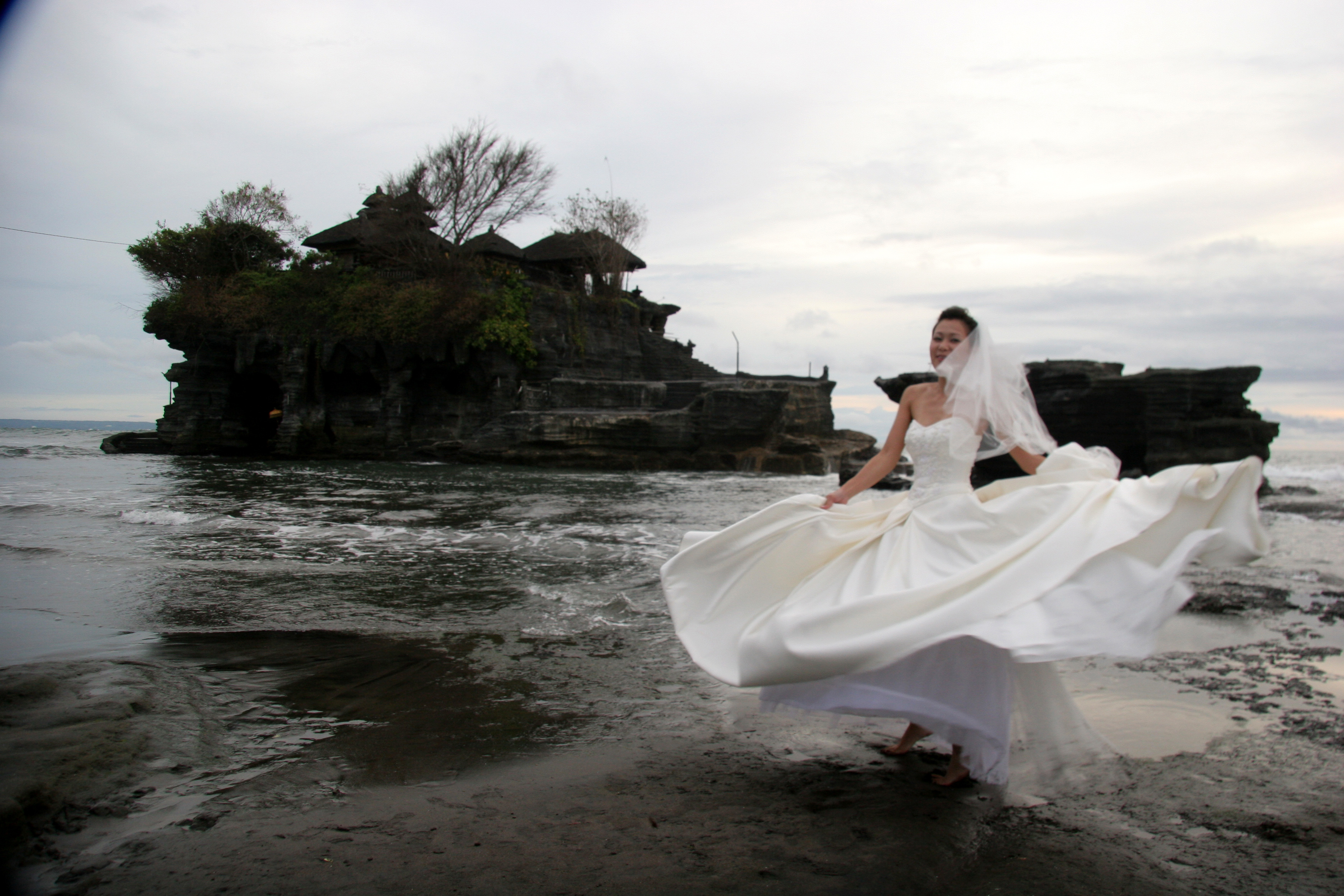
مراسم ازدواج در یک معبد هندو، بالی، اندونزی
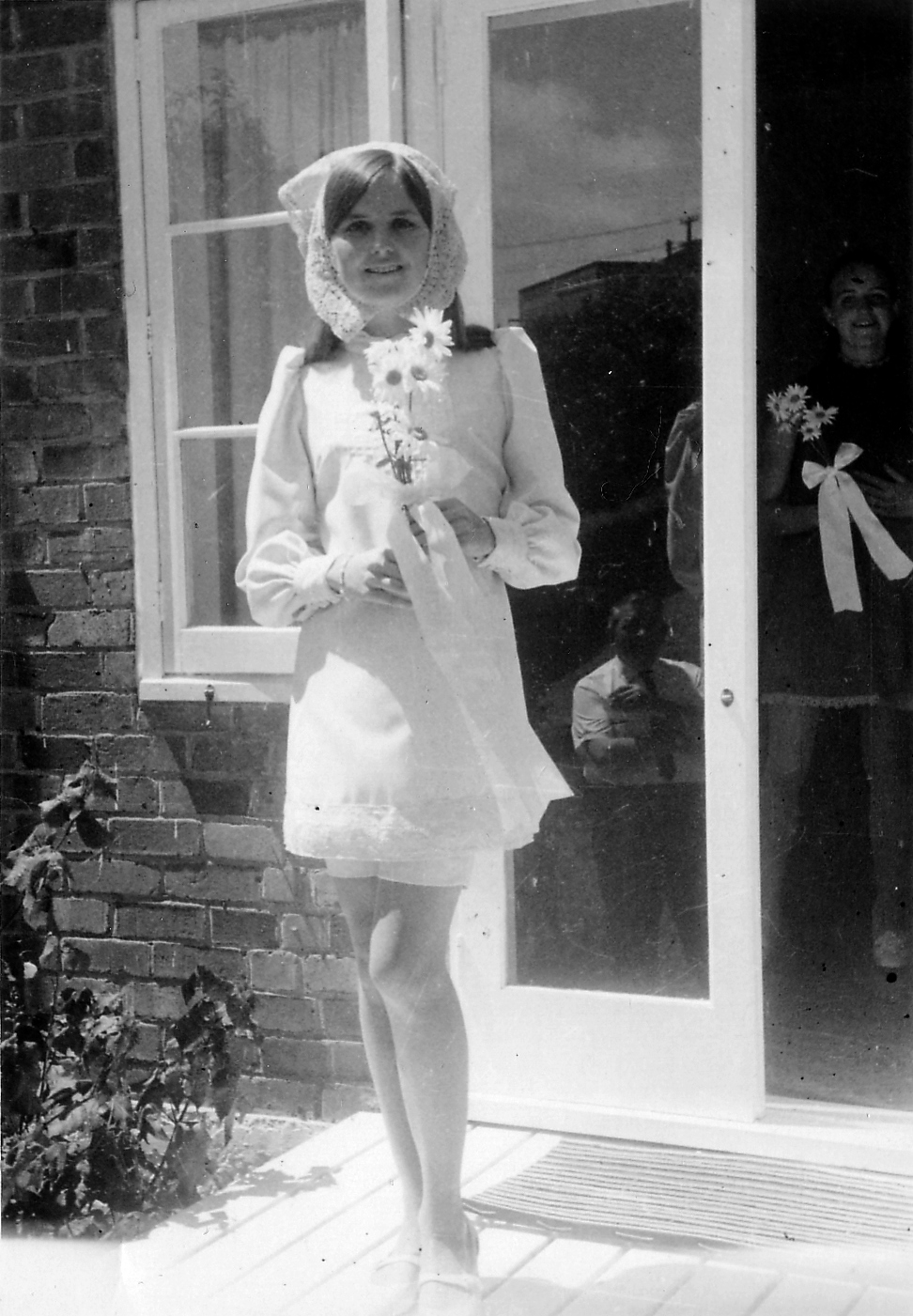
مراسم ازدواج در اوکلند، نیوزیلند، ۱۹۶۸ میلادی
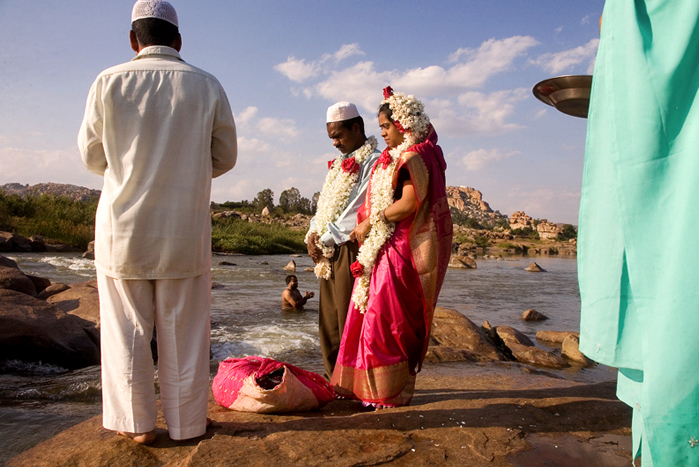
عروسی مسلمانان هند
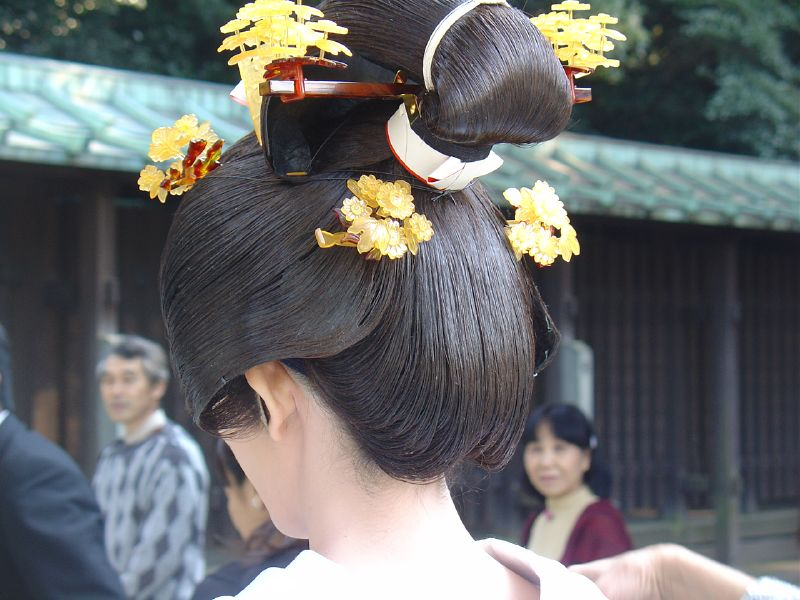
آرایش سنتی موی سر عروس در ژاپن
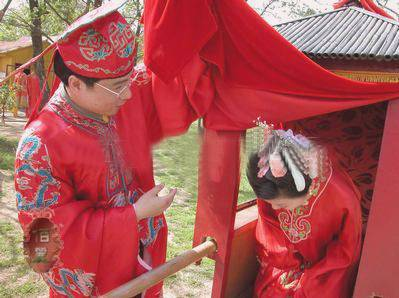
عروس و داماد در چین